# Taiwanofungus salmoneus
Taiwanofungus salmoneus är en svampart som först beskrevs av T.T. Chang & W.N. Chou, och fick sitt nu gällande namn av Sheng H. Wu, Z.H. Yu, Y.C. Dai & C.H. Su 2004. Taiwanofungus salmoneus ingår i släktet Taiwanofungus, ordningen Polyporales, klassen Agaricomycetes, divisionen basidiesvampar och riket svampar.   Inga underarter finns listade i Catalogue of Life.